# Ruslan Rusidze
Ruslan Rusidze (ur. 10 października 1973) – gruziński lekkoatleta, specjalizujący się w biegu na 100 metrów.
Uczestnik mistrzostw świata z 1997 roku. W 1998 roku brał udział w mistrzostwach Europy na hali oraz na otwartym stadionie.
Olimpijczyk z Sydney, gdzie wystartował w biegu na 100 m. W 2001 brał udział w mistrzostwach świata rozgrywanych w Edmonton.
Rekord życiowy: 10,51 (8 lipca 2000, Bańska Bystrzyca).

## Osiągnięcia
| Rok  | Zawody                    | Miejsce             | Konkurencja   | Wyniki szczegółowe | Wyniki szczegółowe | Wyniki szczegółowe | Wyniki szczegółowe | Wyniki szczegółowe | Wyniki szczegółowe | Wyniki szczegółowe | Wyniki szczegółowe | Pozycja | Źródło |
| Rok  | Zawody                    | Miejsce             | Konkurencja   | Eliminacje         | Eliminacje         | Ćwierćfinał        | Ćwierćfinał        | Półfinał           | Półfinał           | Finał              | Finał              | Pozycja | Źródło |
| Rok  | Zawody                    | Miejsce             | Konkurencja   | Czas               | Miejsce            | Czas               | Miejsce            | Czas               | Miejsce            | Cas                | Miejsce            | Pozycja | Źródło |
| ---- | ------------------------- | ------------------- | ------------- | ------------------ | ------------------ | ------------------ | ------------------ | ------------------ | ------------------ | ------------------ | ------------------ | ------- | ------ |
| 1997 | Mistrzostwa Świata        | Ateny, Grecja       | bieg na 100 m | 10,67              | 7.                 | NQ                 | NQ                 | NQ                 | NQ                 | NQ                 | NQ                 | 76.     | [ 1 ]  |
| 1998 | Halowe Mistrzostwa Europy | Walencja, Hiszpania | bieg na 60 m  | 6,33               | 32.                | —                  | —                  | NQ                 | NQ                 | NQ                 | NQ                 | 32.     | [ 2 ]  |
| 1998 | Mistrzostwa Europy        | Budapeszt, Węgry    | bieg na 100 m | 10,96              | 44.                | NQ                 | NQ                 | NQ                 | NQ                 | NQ                 | NQ                 | 44.     | [ 3 ]  |
| 2000 | Igrzyska olimpijskie      | Sydney, Australia   | bieg na 100 m | 10,70              | 7.                 | NQ                 | NQ                 | NQ                 | NQ                 | NQ                 | NQ                 | 72.     | [ 4 ]  |
| 2001 | Mistrzostwa Świata        | Edmonton, Kanada    | bieg na 100 m | 10,83              | 6.                 | NQ                 | NQ                 | NQ                 | NQ                 | NQ                 | NQ                 | 53.     | [ 5 ]  |